# Xã Pelican, Quận Codington, Nam Dakota
Xã Pelican (tiếng Anh: Pelican Township) là một xã thuộc quận Codington, tiểu bang Nam Dakota, Hoa Kỳ. Năm 2010, dân số của xã này là 718 người.